# Mycomya abegena
Mycomya abegena är en tvåvingeart som beskrevs av Vaisanen 1984. Mycomya abegena ingår i släktet Mycomya och familjen svampmyggor.
Artens utbredningsområde är Alberta. Inga underarter finns listade i Catalogue of Life.